# Прекрасное далёко
«Прекра́сное далёко» — крылатое выражение русского языка. Впервые употреблено Н. В. Гоголем в поэме «Мёртвые души» (1842). Выражение используется в качестве шутливого, иногда ироничного указания места благоденствия, где человек, не обременённый рутиной, отдыхает, ведёт беззаботный, беспечный, праздный образ жизни.

## История термина
«Мёртвые души» писались автором большей частью за границей, преимущественно в Италии и Германии, но также во Франции, Швейцарии, Австрии. В одном из лирических отступлений поэмы в XI-й главе первого тома «Мёртвых душ» автор восклицает: «Русь! Русь! вижу тебя, из моего чудного, прекрасного далёка, тебя вижу». Эти строки были написаны писателем в Италии, Гоголь любил Италию и называл её своей второй родиной.

Чудесное «далёко», откуда Гоголь живописует спиритуализованную Русь, — это прежде всего Италия, родина боготворимого им Рафаэля, к которому ещё в шихматовской поэме «Пётр Великий» был обращён призыв изобразить во всём благостном величии пейзаж России, пробуждённой к созидательной жизни и торжествующей победу над врагами— М. Я. Вайскопф, «Сюжет Гоголя. Морфология. Идеология. Контекст». — М.: Радикс, 1993 г. — стр. 410.
В то же время к России писатель в конце 1830-х годов испытывал сложные, противоречивые чувства. Россия притягивала и отталкивала одновременно: «Всё-таки сердце у меня русское. Хотя при мысли о Петербурге мороз проходит по моей коже, и кожа моя проникается насквозь страшною сыростью и туманною атмосферою; <…> Здесь бы, может быть, я рассердился вновь — и очень сильно — на мою любезную Россию, к которой гневное расположение мое начинает уже ослабевать, а без гнева — вы знаете — немного можно сказать: только рассердившись, говорится правда». Из Парижа Гоголь писал так: «„Мёртвые“ текут живо, свежее и бодрее, чем в Веве, и мне совершенно кажется, как будто я в России: передо мною все наши, наши помещики, наши чиновники, наши офицеры, наши мужики, наши избы, словом вся православная Русь. Мне даже смешно, как подумаю, что я пишу „Мёртвых душ“ в Париже».
В качестве крылатого выражения впервые было использовано В. Г. Белинским в полемике против самого Н. В. Гоголя. Белинский, находясь в Зальцбрунне, обрушился на Гоголя с гневным письмом от 3 (15) июля 1847 года по поводу вышедшей в этом же году гоголевской публицистической книги «Выбранные места из переписки с друзьями»: «…Вы столько уже лет привыкли смотреть на Россию из Вашего прекрасного далёка, а ведь известно, что ничего нет легче, как издалека видеть предметы такими, какими нам хочется их видеть; потому, что Вы в этом прекрасном далеке, живете совершенно чуждым ему, в самом себе, внутри себя…»
В «Большом толково-фразеологическом словаре» М. И. Михельсона в 1904 году выражение «прекрасное далёко» истолковывается как иносказательный намёк на неприглядное, противоположное по отношению к «прекрасному далёко» — близкое. В контексте публицистических выступлений это нередко был намёк на Россию. У Болеслава Маркевича в книге «Типы прошлого» (1867), часть 2, гл. 1: «В России? Помилуйте, громадное событие совершилось 19-го февраля! Или вести не дошли до вашего прекрасного далёка, любезный друг?» У М. Е. Салтыкова-Щедрина в книге «Господа ташкентцы» (1869—1872): «„Mais vendez donc cette maudite Tarakanikha  qui ne vaut rien et qui ne nous est qu'a charge!“, беспрерывно писала она к одному из своих cousins, наблюдавшему „из прекрасного далёка“ за имением её и её покойного мужа». Анонимный обозреватель газеты «Голос» писал в рецензии на повесть И. С. Тургенева «Дым»: «Не с любовью глядит г. Тургенев на Россию „из своего прекрасного далёка“, презреньем мещет он в неё оттуда!»
Постепенно фраза «из прекрасного далёка» становится обычным литературным штампом при описании жизни эмигрантов. Так, Ю. В. Лебедев в биографии И. С. Тургенева в серии «Жизнь замечательных людей» неоднократно пишет: «На расстоянии, из прекрасного далёка Россия видится Тургеневу в едином образе, объединяющем в целое всё многообразие нахлынувших впечатлений и воспоминаний»; «и вот Тургенев из прекрасного далёка пытается помочь другу»; «Тургенев представлял из прекрасного далёка всенародное ликование»; «Чем занят? Что делает? Пишет о русских людях из прекрасного далёка».
Кинематографически приём «из прекрасного далёка» воплотил режиссёр Андрей Тарковский, который также, как и Гоголь: «очень любил Италию; ему было жаль, что итальянцы часто не понимают свою землю, этот последний уголок Эдема. Если в начале жизни на Западе он думал в основном о России, то в последнее время он расщепил свою душу между Россией и Италией». В финале фильма «Ностальгия» (1983) режиссёр строит кадр таким образом, что на развалинах готического храма аббатства Сан-Гальгано ностальгирующему герою является русская изба, русские пейзажи и т. д. Кинокритик Майя Туровская считает, что Андрей Тарковский в своём фильме отталкивался от образа «прекрасного далёка» Гоголя: «На самом деле никаких итальянских красот в фильме нет. Картина поразительно лишена гоголевского пафоса прекрасного далёка. Не только туристской открыточности, как бы даже и понятной при первой встрече с bella Italia, но и естественной роскоши южной природы, и человеческого многолюдства юга». На самом деле, гоголевский пафос не исключал более сложного восприятия фразы «из прекрасного далёка», в том числе, самоироничного.

## Современное толкование
Прекрасное далёко, не будь ко мне жестоко,

Не будь ко мне жестоко, жестоко не будь.

От чистого истока в прекрасное далёко,

В прекрасное далёко я начинаю путь.
В 1985 году Юрий Энтин написал текст песни «Прекрасное далёко» на музыку Евгения Крылатова к кинофильму «Гостья из будущего». В 2001 году вышел дебютный альбом группы «Приключения Электроников» «Прекрасное далёко», восходящий своим названием к песне Евгения Крылатова. В контексте стихотворения Юрия Энтина выражение «прекрасное далёко» переосмыслено в ином понимании: не как шутливое обозначение безмятежно-счастливого уголка природы, идиллической Аркадии, но как философское обозначение будущего человечества, загадочного и неотвратимого.
По названию песни в прессе и фэндоме часто называют «Прекрасным далёко» вселенную книг об Алисе Селезнёвой и их адаптаций.